# Material (gruppe)
Material er en musikgruppe der blev dannet i 1979. Dens frontfigur er basguitaristen Bill Laswell.

## History

### 1978–82: Gruppen
I 1978, efter at have modtaget omfattende royaltybetalinger for sit arbejde med The Yardbirds, flyttede den russiske musikiværksætter Giorgio Gomelsky til New York i et forsøg på at åbne det amerikanske marked op for de progressive europæiske jazz-rock grupper han arbejdede med, f.eks. Gong, Henry Cow og Magma. Han grundlagde Zu Club på Manhattan og efter at have mødt den 24 årige bassist Bill Laswell, opfordredede ham til at danne en gruppe. Tre unge venner, Michael Beinhorn (17, synthesizer), Martin Bisi (17, teknik) og Fred Maher (14, trommer), svarede på Laswells annonce i The Village Voice og gruppen begyndte at øve i klubbens kælder.
Gruppen blev kendt som "Zu Band" indtil Gomelsky introducerede dem til den tidligere leder af Gong Daevid Allen i forbindelse med en optræden ved hans Zu Manifestival i Zu Club 8. oktober 1978, til hvilken de blev til "New York Gong". Guitaristen Cliff Cultreri, som var blevet erstattet med Michael Lawrence til Manifestival før han vendte tilbage og reservetrommeslager Bill Bacon sluttede sig til dem under en USA-turné i foråret 1979, turneen foregik i en gammel skolebus, hvor de spillede det meste af Gongs Radio Gnome "Invisible" trilogi.[Don Davis på saxofon.] I efteråret optog det albummet About Time. Allen og gruppen skiltes venskabeligt da de "opdagede at de ikke kunne udstå den europæiske livsstil" under en turne i Frankrig.
Gruppen tog navnet Material, efter det Laswell/Cultreri komponerede instrumentalnummer "Materialism" på About Time albummet. Deres debutoptagelse var  den instrumentalle industrial funk Temporary Music 1 EPen fra 1979 for Gomelskys Zu Records. Gruppen skrev herefter kontrakt med Celluloid Records og singlen "Discourse" blev udgivet i 1980. 
De blev reduceret til trioen Beinhorn, Laswell og Maher til EP Temporary Music 2 fra 1981 (med Don Davis på saxofon, "White Man"). Deres første fulde album, Memory Serves, som havde stærke jazzelementer, havde bidrag fra guitaristerne Sonny Sharrock, Henry Cows og Fred Frith, kornetspillerne Olu Dara, saxofonisten Henry Threadgill og violinisten Billy Bang.
De begyndte at arbejde sammen med sangere og deres musik blev mere melodisk og funky. Deres næste single "Ciquiri" (includeret på American Songs EPen) som have deltagelse af guitaristen Robert Quine, blev populær i New York Citys diskoteker oo klubber. "Bustin' Out" singlen fra 1981 blev udgivet som et forlænget klub mix (extended club mix) og nåede en placering som nummer to på dansehitlisterne. På "Busting Out" brugte de sangerinden Nona Hendryx som forsanger og der var også bidrag fra guitaristen Ronnie Drayton. Denne besætning optog de også "It's a Holiday" til en single sammen med Cristina.
Før One Down fra 1982, havde trommeslageren Maher forladt gruppen, og de samarbejdede med en perlerække af sangere herunder Nona Hendryx, B.J. Nelson, R. Bernard Fowler og Whitney Houston i en af hendes første optagelser som forsangerinde. Houston lagde vokal til en coverversion af Hugh Hoppers "Memories", som også indeholdt en passage med saxofonisten Archie Shepp. Kritikkeren Robert Christgau fra The Village Voice kaldte hendes bidrag "en af de smukkeste ballader du nogensinde har hørt". Som en strømpil på den retning gruppen nu bevægede sig i, blev Chics guitarist Nile Rodgers involveret sammen med Frith og Drayton, men, måske vigtigere, var dette en af de første optrædener af Laswells langvarige samarbejdspartner Nicky Skopelitis.

### 1982–89: Samarbejder
Bill Laswell og Michael Beinhorn blev efterhånden en duo og begyndte at samarbejde med andre musikere, de producerede, skrev og optrådte, med Martin Bisi som teknikker fra tid til anden. De arbejdede først i electro genren, med skiftede hurtigt til hip-hop og rap, i samarbejde med turntablist D.St og rapperne PHASE 2 og Fab Five Freddy. 
Et tilfældigt møde mellem Laswell og Herbie Hancock på Elektra Records, under hvilket sidstnævnte udtrykte interesse for at lave musik i stil med Malcolm McLarens "Buffalo Gals" førte til et samarbejde der resulterede i albummet Future Shock og hitsinglen "Rockit". De samarbejdede med Hancock på to album yderligere der blev udgivet under hans navn, Sound-System fra 1984 og Perfect Machine fra 1988. Hancock selv fortsatte med at bidrage til mange af Material and Laswells projekter.
I 1984, under navnet Timezone, udgav de singlen "World Destruction" som havde deltagelse af disc jockeyen Afrika Bambaataa og John Lydon (tidligere sanger fra Sex Pistols).
I 1985 gik Laswell og Beinhorn fra hinanden. Beinhorn blev pladeproducer for navne som Red Hot Chili Peppers og Marilyn Manson. Laswell beholdt navnet Material name og trak på en lang række musikere med, centralt, guitaristen Nicky Skopelitis, keyboardspilleren Jeff Bova, percussionisten Aiyb Dieng, den tidligere Parliament-Funkadelic keyboardspiller Bernie Worrell og bassisten Bootsy Collins, samt reggaeduoen fra Jamaica Sly Dunbar og Robbie Shakespeare (Sly and Robbie).

### 1989–99: Projekter
I 1989 var Laswell holdt op med at bruge navnet Material som en paraply for sine egen aktiviteter og begyndte at bruge det som en front for enkeltprojekter. Det første af disse projekter var albummet Seven Souls, der havde bidrag fra William S. Burroughs der læste uddrag af sin roman The Western Lands. I 1998 dannede albummet grundlaget for en række re-mix af Laswell, Talvin Singh, Spring Heel Jack, DJ Olive og blev udgivet som The Road to the Western Lands.
The Third Power blev udgivet i 1991, med duoen Sly and Robbie og Bootsy Collins som Laswells primære samarbejdspartnere. Vokaler af Baby Bam fra Jungle Brothers og Mike G samt The Last Poets' Jalaluddin Mansur Nuriddin og Shabba Ranks. Andre musikere omfattede  medlemmer af Funkadelic, Herbie Hancock, Henry Threadgill og Olu Dara.
Hallucination Engine fra 1993 var en blanding af jazz, Indiske og mellemøstlige inspirationskilder. Anerkendte jazzmusikere som Wayne Shorter, Jonas Hellborg og fra John McLaughlin's Shakti tablaspillere Zakir Hussain, violinist L. Shankar og Vikku Vinayakram (på ghatam). Den palæstinenske violinist Simon Shaheen, den indiske percussionist Trilok Gurtu og William S. Burroughs bidrog også. "Mantra", et 8 minuter langt nummer fra albummet, blev udgivet på en 12" single remixet af The Orb i et 17 minuters langt remix.
Den sidste udgivelse under navnet Material var Intonarumori fra 1999. Med undertitlen "Rap is still an art", den indeholdt bidrag fra Rammellzee, Kool Keith, Flavor Flav and Killah Priest.
Laswell har fra tid til anden brugt navnet ved liveoptrædener, den seneste var ved Bonnaroo Music Festival 13. juni  2004 med, blandt andre, hans kone Gigi, trommeslageren Bryan "Brain" Mantia og guitaristen Buckethead (begge fra  Praxis, et andet af Laswells projekter).

## Diskografi
- 1981: Temporary Music (opsamling)
- 1981: Memory Serves
- 1982: One Down
- 1989: Seven Souls
- 1991: Live from Soundscape (live 1981)
- 1991: The Third Power
- 1993: Live in Japan (live 1992)
- 1993: Hallucination Engine
- 1998: The Road to the Western Lands (remix af Seven Souls)
- 1999: Intonarumori